# Ulla Flegel
Ulla Flegel (* 22. Oktober 1939 in Linz) ist eine ehemalige österreichische Fünfkämpferin, Hochspringerin, Sprinterin und Hürdenläuferin.

## Karriere
Im Fünfkampf kam sie bei den Leichtathletik-Europameisterschaften 1958 in Stockholm auf den 15. Platz und wurde 1962 in Belgrad Neunte.
Bei den Olympischen Spielen 1964 erfuhr sie zu spät, dass sie sich für das Finale des Hochsprungs qualifiziert hatte. Sie musste barfuß antreten und blieb ohne gültigen Versuch. Auch im Fünfkampf verfolgte sie das Pech. Im abschließenden 200-Meter-Lauf zerrte sie sich einen Muskel, blieb ohne Punkte und fiel auf den 20. und damit letzten Platz zurück. 
Dreimal wurde sie Österreichische Meisterin im Fünfkampf (1960, 1962, 1963), zweimal im Hochsprung (1959, 1962) und je einmal über 100 m (1960) und 80 m Hürden (1962).

## Persönliche Bestleistungen
- 100 m: 12,1 s, 17. Juli 1960, Sofia
- 80 m Hürden: 11,4 s, 17. Juli 1960, Sofia
- Hochsprung: 1,70 m, 24. August 1963, St. Pölten
- Fünfkampf: 4509 Punkte, 11. August 1962, Linz